# Буљина
Буљина или велика ушара (лат. Bubo bubo) врста је птице која припада породици правих сова (лат. Strigidae) и насељава простор Евроазије. Буљина је једна од највећих сова и највећа европска сова — женка може да нарасте до чак 75 центиметара, са распоном крила до 188 центиметара, док су мужјаци нешто мањи. Буљина има изражено ушно перје, крупно, збијено тело, снажне канџе и наранџасте очи. Горњи део тела јој је мркожуте боје, ишаран тамним црнкастим пругама, док су доњи делови боје коже са тамним пругама. Фацијални диск није претерано изражен. Позната је по гласу се дубоким „хуу-у”.
Буљина је једна од највећих живих врста сова, а такође и једна од најраспрострањенијих. Може се срести у разноврсним пределима, али углавном настањује планинске области, старе четинарске шуме, степе и стеновите брдско-планинске клисуре. Претежно лови ноћу, а храни се махом ситним сисарима, као и птицама различите величине, гмизавцима, водоземцима, рибама, великим инсектима и другим бескичмењацима. Размножава се на литицама, у јарцима, међу стенама или на другим скривеним локацијама, где прави гнездо које више представља плитку рупу у земљи или шупљину у стени него право гнездо. У њега женка у размацима полаже у просеку по два јаја која се излежу у различито време. Женка лежи на јајима и брине о младунцима, док мужјак обезбеђује храну за њу и младе. Након што се излегну птићи, оба родитеља брину о њима током наредних пет месеци. Постоји најмање десетак подврста буљине.
Са ареалом од око 32 милиона квадратних километара у Европи и Азији и укупном популацијом која се процењује на између 250 хиљада и 2,5 милиона, ова сова није угрожена и Међународна унија за заштиту природе је сматра „последњом бригом”. Велика већина буљина живи у континенталној Европи, Русији и централној Азији. Припитомљене буљине се повремено користе као средство за сузбијање штеточина, пошто због своје величине лако могу да отерају друге велике птице попут галебова и спрече их да се гнезде на пољопривредним имањима. С обзиром на велики ареал распрострањења, у појединим државама је нема у великом броју, па је у њима заштићена врста, између осталог и у Србији, где се налази на листи строго заштићених врста.

## Опис
Велика ушара или Буљина је највећа врста међу совама, а уједно и највећа у Европи и западном Палеарктику. Дужина тела је од 59 до 73 cm, распона крила 160—190 cm и маса 2—4 килограма. Она је нешто мања од орла крсташа, али је већа од снежне сове. Име је добила по великим перјаним ушкама на врху главе које немају никакве везе с ушним отворима који су ниже на глави. Код већине сова по спољашњости се не могу разликовати мужјак и женка, јер су и по боји и величини скоро потпуно исти. Међутим, мужјак и женка буљине разликују се управо по перјаним ушкама које су код женке више спуштене надоле. Рухо јој је топле смеђе боје, прса су испругана широком пругама, „лице“ је тамно и на њему су особито истакнуте наранџасте очи.
- Са раширеним крилима
- Глава буљине са истакнутим ушним перјем и наранџастим очима
- Канџе
- Скелет главе

## Систематика

### Подврсте
- B. b. bubo (Linnaeus, 1758)
- B. b. hispanus (Rothschild and Hartert, 1910)
- B. b. ruthenus (Buturlin and Zhitkov, 1906)
- B. b. interpositus (Rothschild and Hartert, 1910)
- B. b. sibiricus (Gloger, 1833)
- B. b. yenisseensis (Buturlin, 1911)
- B. b. jakutensis (Buturlin, 1908)
- B. b. ussuriensis (Poljakov, 1915)
- B. b. turcomanus (Eversmann, 1835)
- B. b. omissus (Dementiev, 1932)
- B. b. nikolskii (Zarudny, 1905)
- B. b. hemachalana (Hume, 1873)
- B. b. kiautschensis (Reichenow, 1903)
- B. b. swinhoei (Hartert, 1913)

- Bubo bubo bubo
- Bubo bubo sibiricus
- Bubo Bubo turcomanus
- Bubo Bubo omissus

## Распрострањеност
Ова птица данас се гнезди у брдовитим пределима на стенама и литицама, далеко од људи, иако их је код нас некада било и у рушевинама око Калемегдана. У Србији је веома ретка и угрожена, због прогањања, уништавања станишта и веровања да може да понесе јагње или овцу. Смештај гнезда је такође у стенама и рупама у земљи. На вршачким планинама је ретка и присутна као редак зимски гост.

## Исхрана
Храни се ситним сисарима, јежевима и птицама, међутим, ако јој се пружи прилика, може да улови и зеца, па чак и звери као што су куне, лисице и мачке.
- Буљина са куном златицом
- Буљина са пленом
- Са пленом у кљуну
- Гута плен
- Пелет буљине

## Понашање
Активна је углавном ноћу, од сумрака до зоре. Лет је бешуман, са меким замасима када прелеће дуга растојања. Сове буљине имају разне технике лова. Може да ухвати плен на земљи, али и у пуном лету. Исто тако могу да лове у шуми, али више преферирају отворене просторе. Могу да живе више од 60 година у заробљеништву, а у дивљини, највише око 20 година. Немају праве природне непријатеље, па су далеководи, саобраћај, као и лов главни узроци смрти. Територијално оглашавање мужјака ушаре је дубоко и звучно „хуу“ које понавља у интервалима од око 8 секунди. Женке се често оглашавају лавежом, који личи на оглашавање лисице. Хукање мужјака током мирних ноћи се далеко чује, чак 2 до 3 километра. Најчешће се оглашава у сумрак или у зору.
- Јединствена обојеност перја која буљини омогућава лакшу камуфлажу
- Став који буљина заузима као одговор на претњу
- Буљина у лету
- Буљина одмара на дрвету

## Размножавање
Обитава на отвореним пределима, планинама и у шумама. Обично се гнезди на тлу или на стенма, шпиљама и полупећинама. Јаја полаже на голу подлогу. Полог се обично састоји од 2 до 4 јаја. Млади се изваљују из јаја након 34—36 дана. Гнездо напуштају у доби од 40 дана, а за лет су способни са 50—60 дана старости. Осамостаљују се у доби од око 20—24 недеље старости.
- Јаја буљине
- Женка у гнезду
- Младунче буљине
- Младунци у заточеништву
- Младунци на дрвету
- Јаје подврсте Bubo bubo bubo

## Статус
Буљина има врло широк распон који покрива већи део Европе и Азије, а процењује се на око 32.000.000 квадратних километара. У Европи се процењује да постоји између 19.000 и 38.000 расплодних парова, а у целом свету од 250.000 до 2.500.000 јединки. Сматра се да је популација у опадању због људских активности, али је услед тако великог распона и величине укупне популације, Међународна унија за заштиту природе доделила овој птици статус „најмање забринутости”. Иако има сличну прилагодљивост и опсег дистрибуције, америчка буљина, чија укупна процењена популација садржи око 5,3 милиона јединки, заправо је два пута заступљенија од буљине. Бројни фактори, укључујући краћу историју систематског прогона, мању осетљивост на узнемиравање људи током гнежђења, нешто већу способност прилагођавања маргиналним стаништима и широко заступљеној урбанизацији и нешто мањим територијама, заслужни су за већу бројност америчке буљине у данашње време.